# 1940 في العراق
فيما يلي قوائم الأحداث التي وقعت خلال عام 1940 في العراق.

## سياسة

### انتهاء فترة المنصب
- 31 مارس – جلال بابان وزير الأشغال والمواصلات ‏.

## مواليد

### يناير
- 1 يناير – قاسم أحمد السيد مصارع عراقي.
- 1 يناير – إسماعيل فهد إسماعيل كاتب وروائي وناقد أدبي كويتي.
- 1 يناير – بشار عواد معروف مفكر ومؤرخ وكاتب عراقي ومتخصص في تحقيق المخطوطات.
- 1 يناير – حسين رشيد محمد عسكري عراقي.
- 1 يناير – خالد عبد عثمان الكبيسي
- 1 يناير – خالد وهبي الخزرجي شاعر وأستاذ جامعي عراقي.
- 1 يناير – رافع الناصري فنان عراقي.
- 1 يناير – زهدي الداوودي كاتب وصحفي ومؤلف وأديب من أكراد العراق.
- 1 يناير – سامي المظفر سياسي عراقي.
- 1 يناير – سامي مهدي
- 1 يناير – سعدي مهدي صالح
- 1 يناير – طارق حمد العبد الله
- 1 يناير – عبد الأمير الأعسم
- 1 يناير – عبد الإله الخشاب كاتب وأكاديمي عراقي.
- 1 يناير – عدنان الحمداني سياسي عراقي.
- 1 يناير – عريان السيد خلف شاعر شعبي عراقي.
- 1 يناير – فاضل العزاوي شاعر وروائي عراقي.
- 1 يناير – فالح أكرم فهمي عداء عراقي.
- 1 يناير – فليح حسن الجاسم سياسي عراقي.
- 1 يناير – فوزي مطلق الراوي سياسي عراقي.
- 1 يناير – محيي الدين زنكنة
- 1 يناير – موسى كريدي روائي وشاعر عراقي.
- 1 يناير – مي مظفر كاتبة وشاعرة عراقية.

### أبريل
- 1 أبريل – هرمز أبونا مؤرخ عراقي.

### مايو
- 2 مايو – شيركو بكاس

### يوليو
- 1 يوليو – عبد الرزاق أحمد بشير
- 1 يوليو – علاء الدين القيسي قارئ قرآن عراقي.
- 1 يوليو – واثق ناجي لاعب كرة قدم عراقي.
- 17 يوليو – فيصل الحسيني سياسي فلسطيني.

### أغسطس
- 15 أغسطس – خالد الكرخي
- 30 أغسطس – محمد سعيد الصحاف سياسي دبلوماسي ووزير الاعلام في العراق لغاية 2003.

### سبتمبر
- 19 سبتمبر – عدنان الجنابي سياسي عراقي.

## وفيات

### يناير
- 6 يناير – محمد مهدي الكيشوان (مواليد 1855) فقيه عراقي.

### مارس
- 13 مارس – مناحيم صالح دانيال (مواليد 1846) رجل أعمال عراقي من أسرة يهودية ذات أصول جورجية.

### مايو
- 8 مايو – عبد الغني كبة (مواليد 1860)

### ديسمبر
- 2 ديسمبر – عبد اللطيف المنديل (مواليد 1868) تاجر وسياسي وعضو مجلس الأعيان في العهد الملكي.